# Ludvig Åberg
Ludvig Noa Åberg (* 31. Oktober 1999 in Eslöv) ist ein schwedischer Profigolfer, der auf der PGA Tour und der DP World Tour spielt.
Im Februar 2025 erreichte Åberg Platz 4 der Golfweltrangliste, nachdem er am 16. Februar das Genesis Invitational gewonnen hatte. Insgesamt konnte Åberg bis Februar 2025 drei professionelle Turniere gewinnen, zwei auf der PGA Tour und eines auf der DP World Tour.

## Karriere
Åberg wurde ab 2007 durch seinen Vater im örtlichen Golfclub an den Golfsport herangeführt. Sein eigentliches Interesse lag allerdings zu der Zeit beim Fußball. Trotzdem spielte er auch weiter Golf und erlangte die Aufmerksamkeit der schwedischen Golfvereinigung. 2016 gewann er die Swedish Teen Tour Order of Merit und wurde mit der Annika Sörenstam Trophy ausgezeichnet.
Ab 2017 spielte Åberg bei internationalen Jugendturnieren. So belegte er beim Toyota Junior Golf World Cup 2018 den dritten Platz, wurde Siebter bei der Junior Players Championship und im Februar 2019 Zweiter bei der African Amateur Stroke Play Championship.
Im Herbst 2019 wechselte Åberg vom Sportgymnasium Riksidrottsgymnasium an die Texas Tech University und gewann sowohl Gold bei der Team-EM mit dem Team Schweden als auch das Sun Bowl Marathon All-America Golf Classic. Insgesamt gewann Åberg acht Amateurturniere und holte in den Jahren 2022 und 2023 den Titel bei der Big 12 Conference. Außerdem erhielt er in beiden Jahren den Ben Hogan Award für den besten College-Golfspieler in der Vereinigten Staaten. In seiner letzten Amateursaison landete er bei allen neun Turnieren, an denen er teilnahm, in den Top 10. So sicherte er sich als erster Spieler überhaupt durch seine Erfolge im Collegesport eine PGA-Tour-Karte und belegte Rang eins im Ranking der PGA Tour University 2023.
2023 wechselte Åberg zu den Profigolfern. Er spielt auf der PGA Tour und der DP World Tour. Außerdem trat er für Europa im Ryder Cup 2023 an, den sein Team gewann. 2024 gab er sein Debüt bei einem Major-Turnier, dem Masters Tournament, das er auf Platz 2 abschloss.

## Turniersiege

### PGA Tour
- 2023: RSM Classic[4]
- 2025: Genesis Invitational (Los Angeles Open)

### DP World Tour
- 2023: Omega European Masters[5]

## Resultate bei Major Championships
| Turnier               | 2024 | 2025 |
| --------------------- | ---- | ---- |
| The Masters           | 2    | 7    |
| PGA Championship      | CUT  | CUT  |
| US Open               | T12  | CUT  |
| The Open Championship | CUT  | T23  |

DNP = nicht teilgenommen

CUT = Cut nicht geschafft

T = geteilte Platzierung

KT = kein Turnier

Grüner Hintergrund = Siege

Gelber Hintergrund = Top 10

## Teilnahme an Teamwettbewerben
- Ryder Cup (für Europa): 2023[6]